# Représentations diplomatiques du Kenya

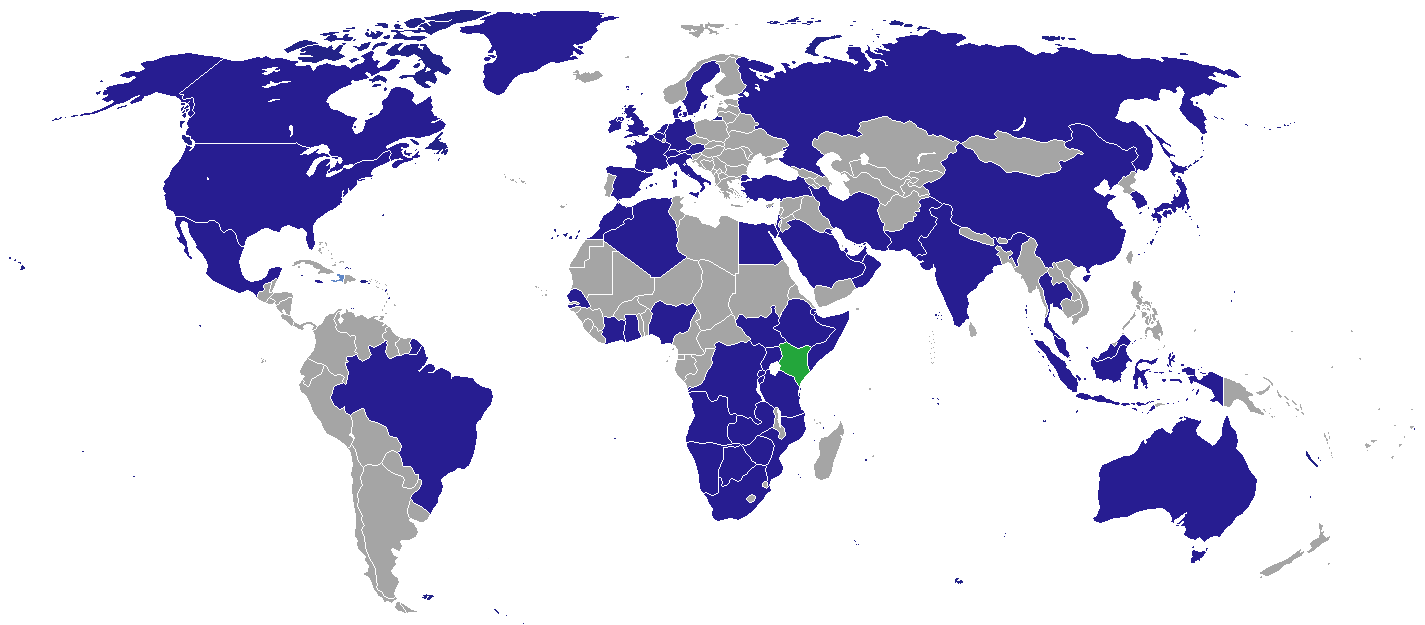
Représentations diplomatiques du Kenya.

Cette liste comprend les représentations diplomatiques du Kenya, à l'exclusion des consulats honoraires.

## Afrique
- Afrique du Sud
  - Pretoria (haut-commissariat)
- Algérie
  - Alger (ambassade)
- Angola
  - Luanda (ambassade)
- Botswana
  - Gaborone (haut-commissariat)
- Burundi
  - Bujumbura (ambassade)
- Côte d'Ivoire
  - Abidjan (ambassade)
- Djibouti
  - Djibouti (ambassade)
- Égypte
  - Le Caire (ambassade)
- Éthiopie
  - Addis-Abeba (ambassade)
- Ghana
  - Accra (haut-commissariat)
- Maroc
  - Rabat (ambassade)
- Mozambique
  - Maputo (haut-commissariat)
- Namibie
  - Windhoek (haut-commissariat)
- Nigeria
  - Abuja (haut-commissariat)
- Ouganda
  - Kampala (haut-commissariat)
- République démocratique du Congo
  - Kinshasa (ambassade)
- Rwanda
  - Kigali (haut-commissariat)
- Sénégal
  - Dakar (ambassade)
- Somalie
  - Mogadiscio (ambassade)
- Soudan du Sud
  - Djouba (ambassade)
- Tanzanie
  - Dar es Salam (haut-commissariat)
  - Arusha (consulat général)
- Zambie
  - Lusaka (haut-commissariat)
- Zimbabwe
  - Harare (ambassade)

## Amérique
- Brésil
  - Brasilia (ambassade)
- Canada
  - Ottawa (haut-commissariat)
- Cuba
  - La Havane (ambassade)
- États-Unis
  - Washington (ambassade)
  - Los Angeles (consulat général)
  - New York (consulat général)
- Haïti
  - Port-au-Prince (consulate général)

## Asie
- Arabie saoudite
  - Riyad (ambassade)
- Chine
  - Pékin (ambassade)
- Corée du Sud
  - Séoul (ambassade)
- Émirats arabes unis
  - Abou Dabi (ambassade)
  - Dubaï (consulat général)
- Inde
  - New Delhi (haut-commissariat)
- Indonésie
  - Jakarta (ambassade)
- Iran
  - Téhéran (ambassade)
- Israël
  - Tel Aviv-Jaffa (ambassade)
- Japon
  - Tokyo (ambassade)
- Koweït
  - Koweït (ambassade)
- Malaisie
  - Kuala Lumpur (haut-commissariat)
- Oman
  - Mascate (ambassade)
- Pakistan
  - Islamabad (haut-commissariat)
- Qatar
  - Doha (ambassade)
- Thaïlande
  - Bangkok (ambassade)
- Turquie
  - Ankara (ambassade)

## Europe
- Allemagne
  - Berlin (ambassade)
- Autriche
  - Vienne (ambassade)
- Belgique
  - Bruxelles (ambassade)
- Espagne
  - Madrid (ambassade)
- France
  - Paris (ambassade)
- Irlande
  - Dublin (ambassade)
- Italie
  - Rome (ambassade)
- Pays-Bas
  - La Haye (ambassade)
- Royaume-Uni
  - Londres (haut-commissariat)
- Russie
  - Moscou (ambassade)
- Suède
  - Stockholm (ambassade)
- Suisse
  - Bern (ambassade)

## Océanie
- Australie
  - Canberra (haut-commissariat)

## Organisations internationales
- ONU
  - Genève (mission permanente auprès des Nations unies et d'autres organisations internationales)
  - Nairobi (mission permanente)
  - New York (mission permanente)
- UNESCO
  - Paris (mission permanente)

## Galerie

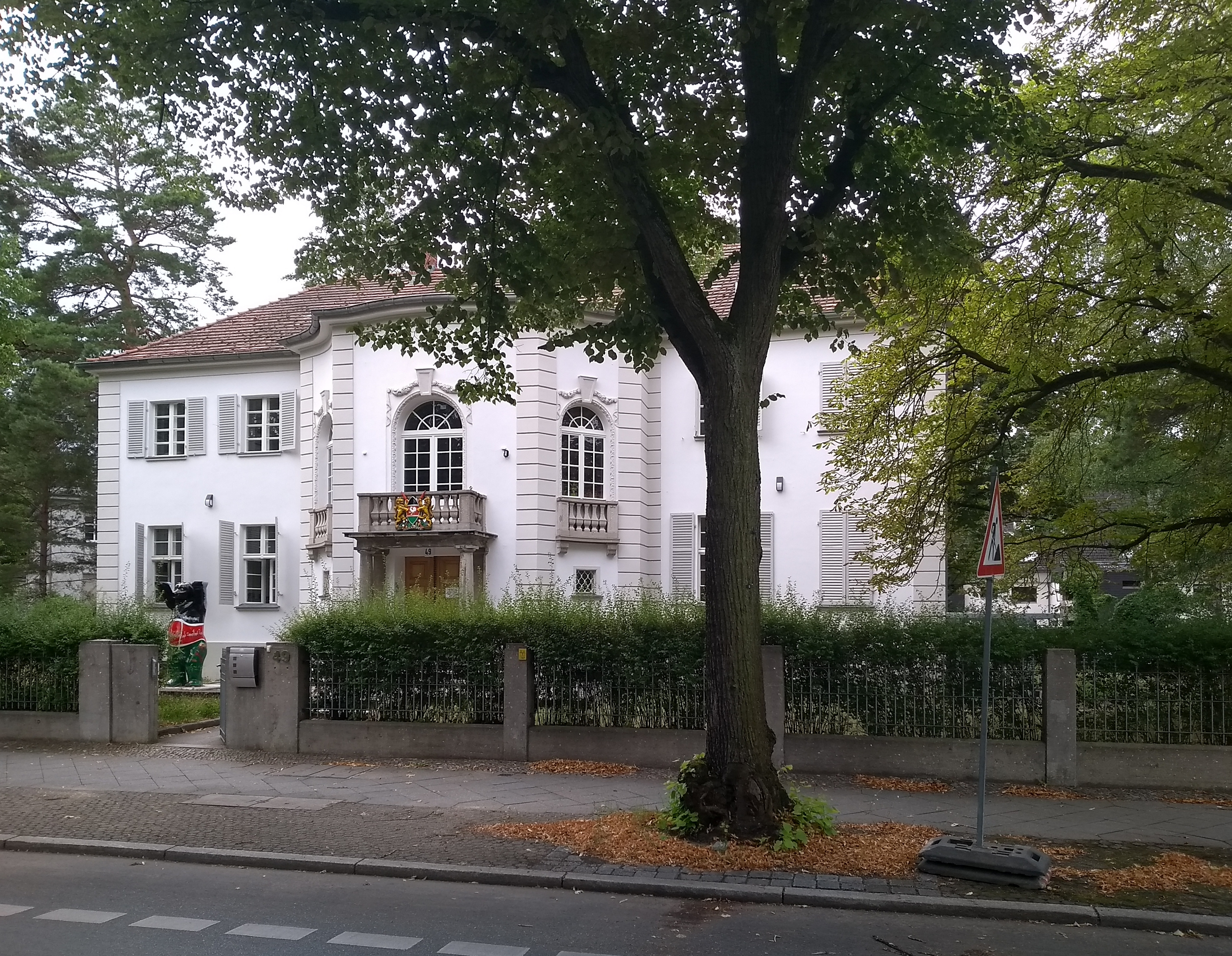
Ambassade à Berlin.
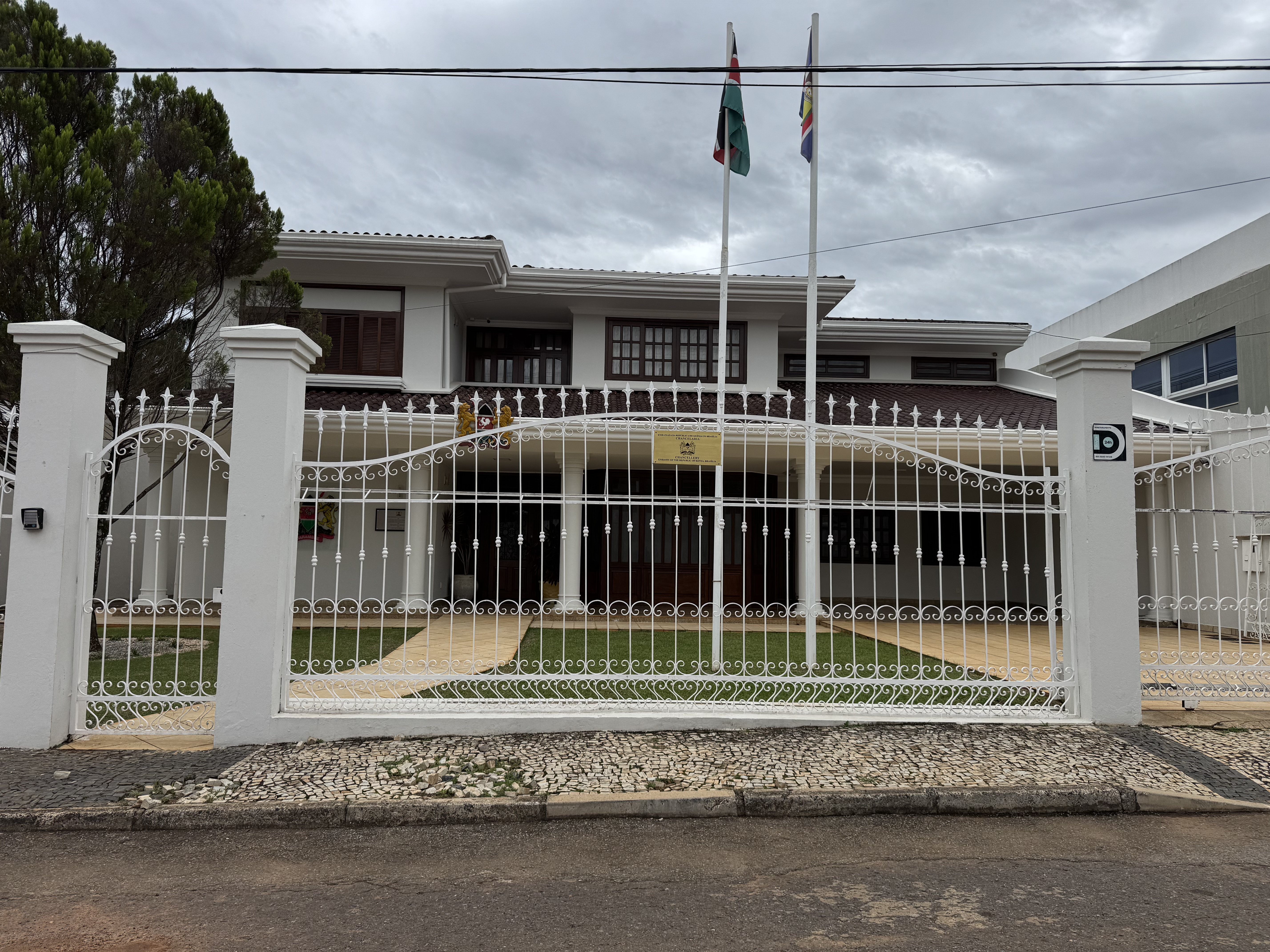
Ambassade à Brasilia.
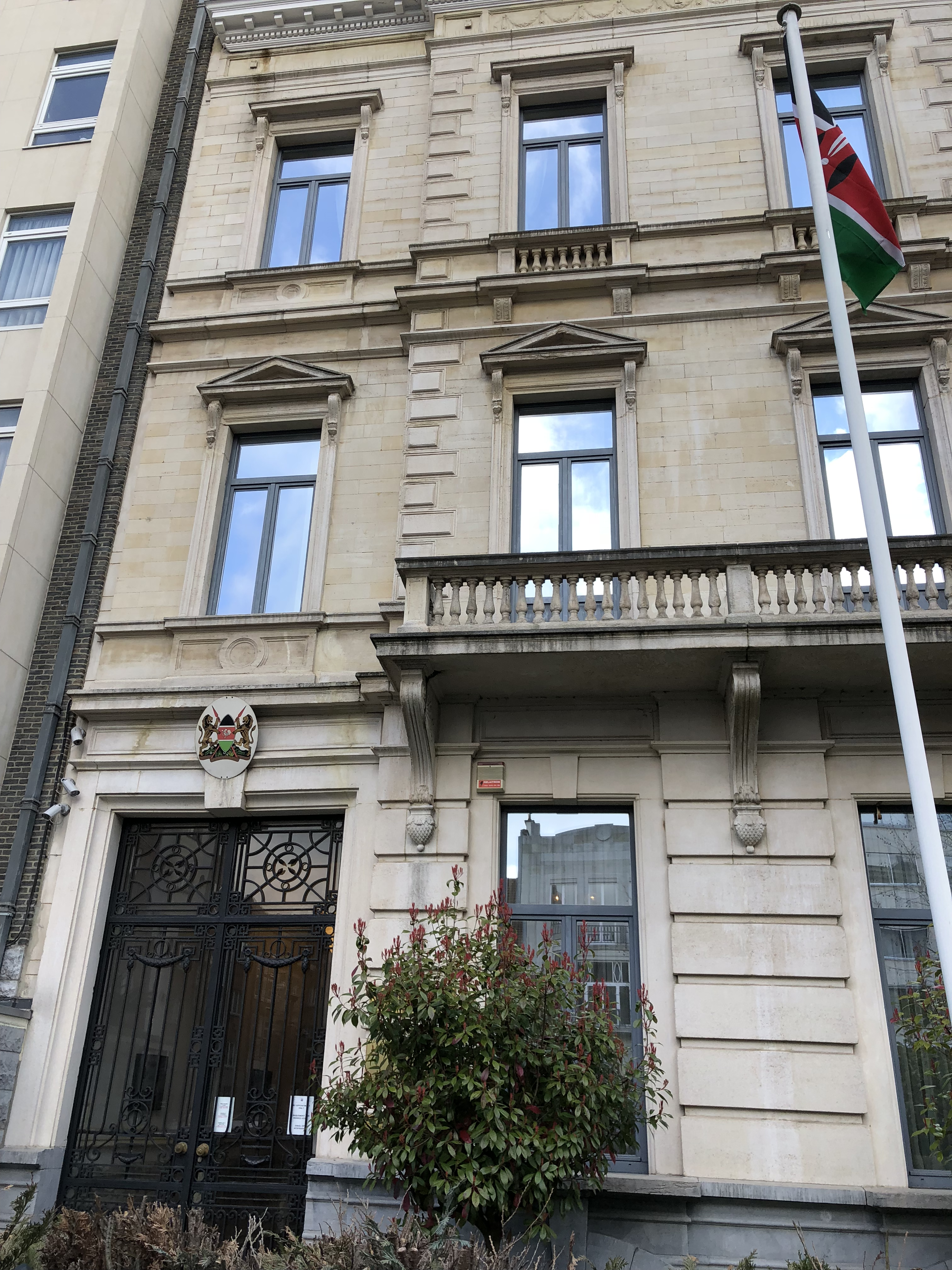
Ambassade à Bruxelles.
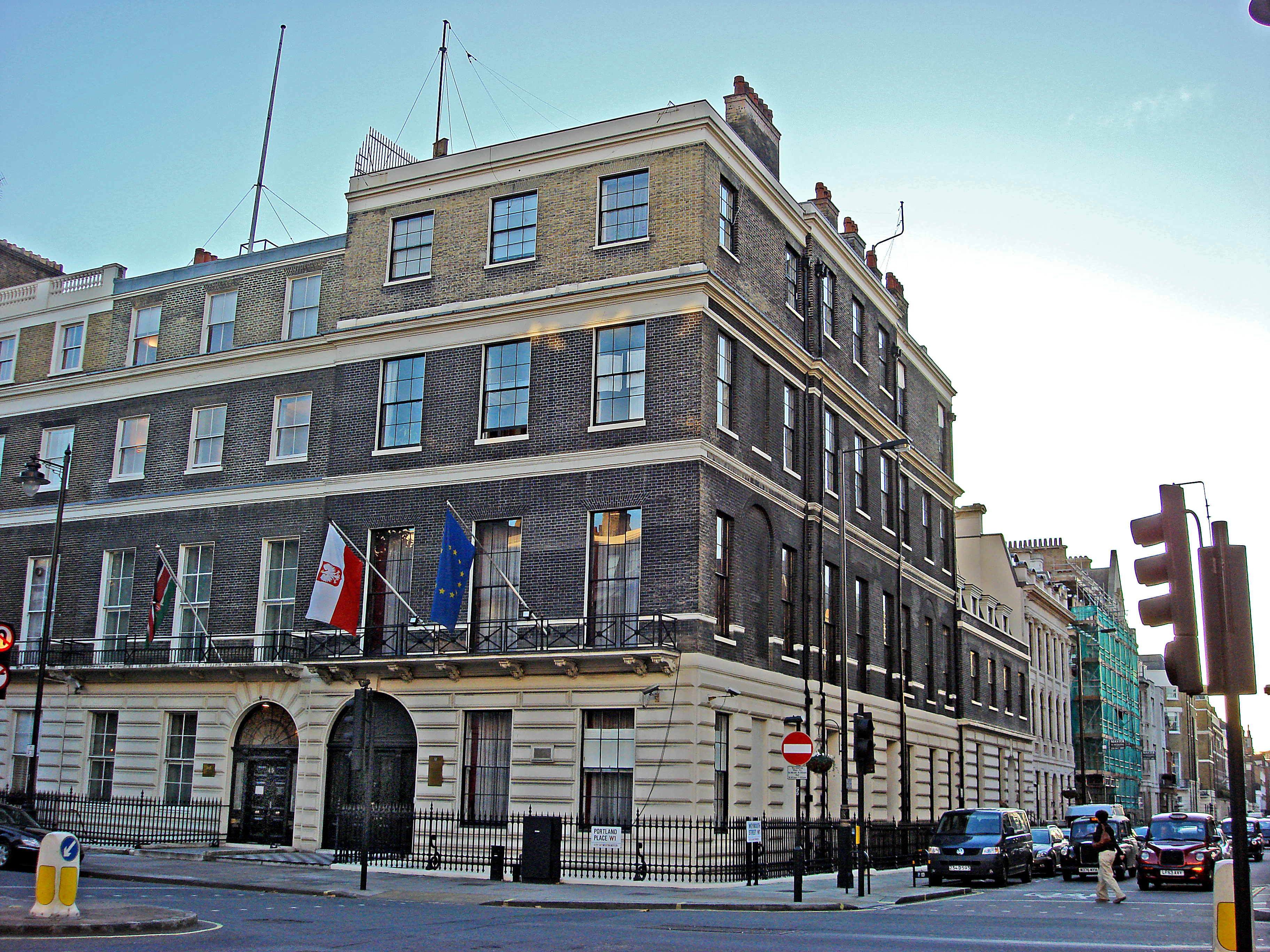
Haut-commissariat à Londres.
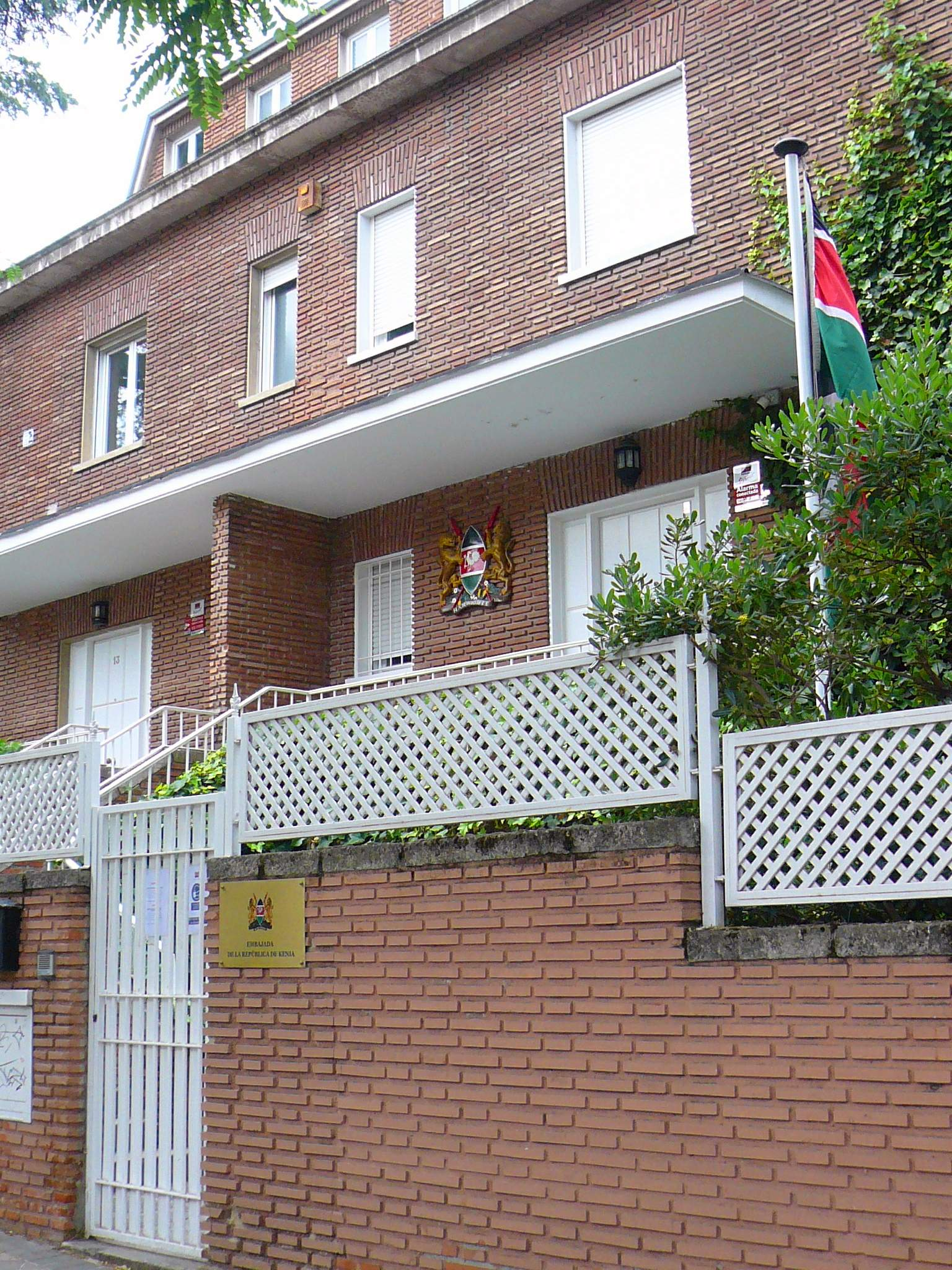
Ambassade à Madrid.
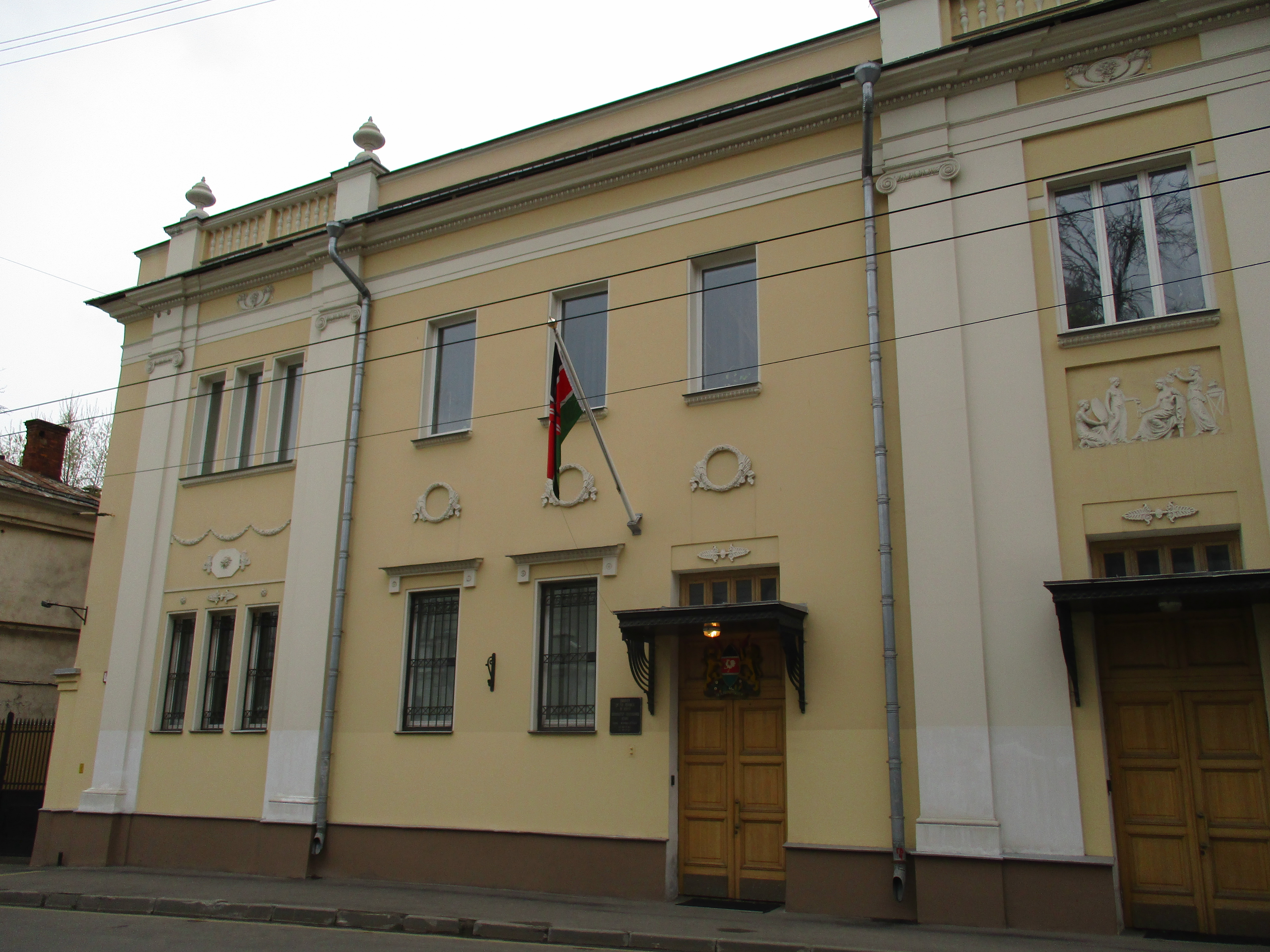
Ambassade à Moscou.
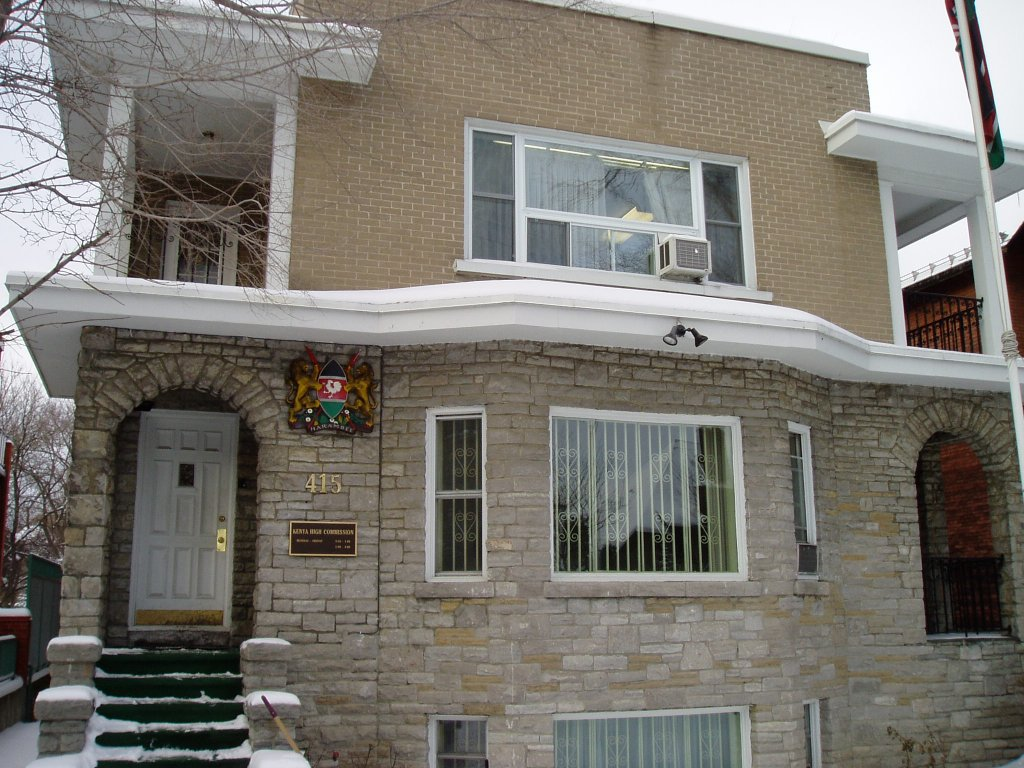
Haut-commissariat à Ottawa.
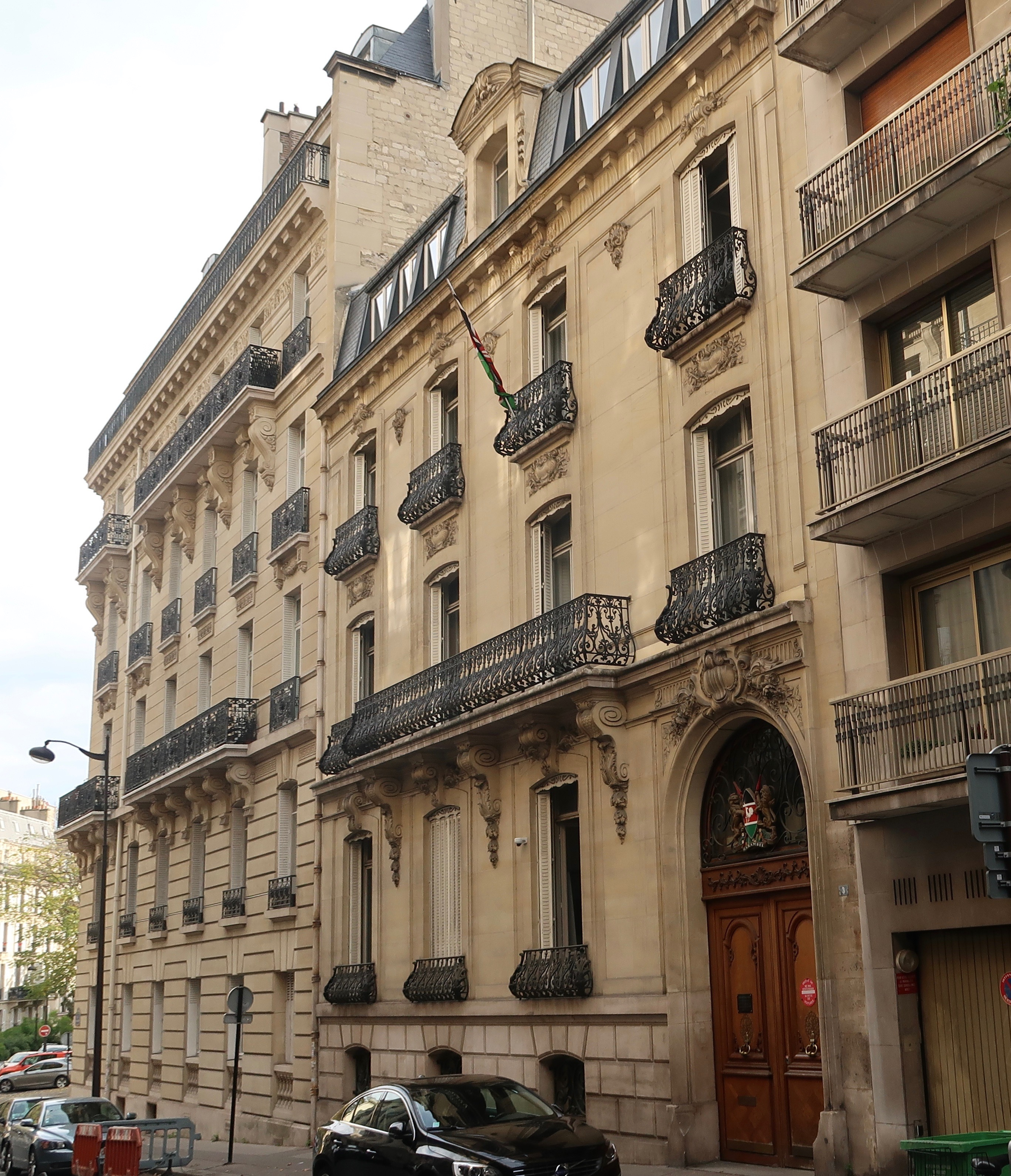
Ambassade à Paris.
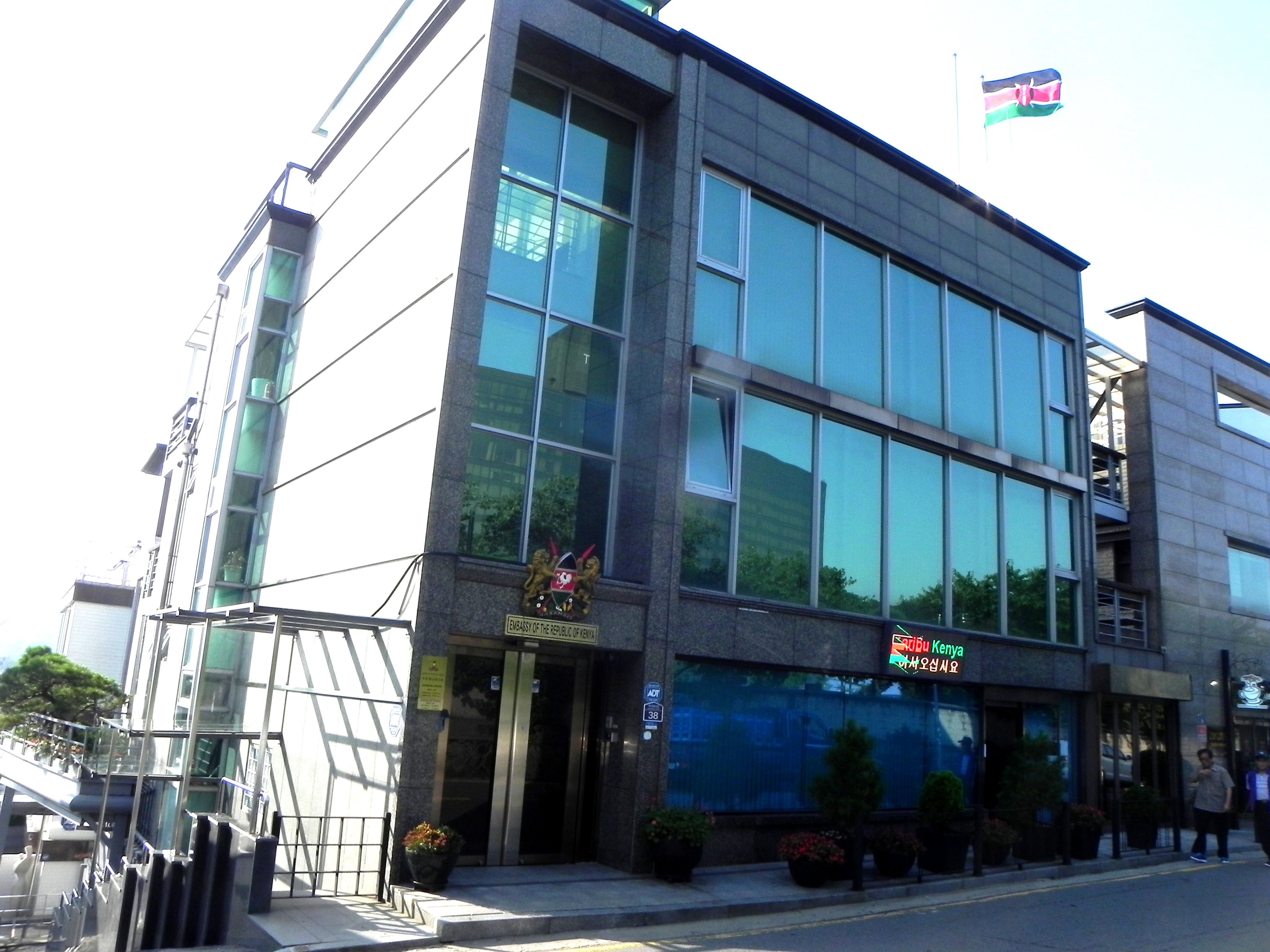
Ambassade à Séoul.
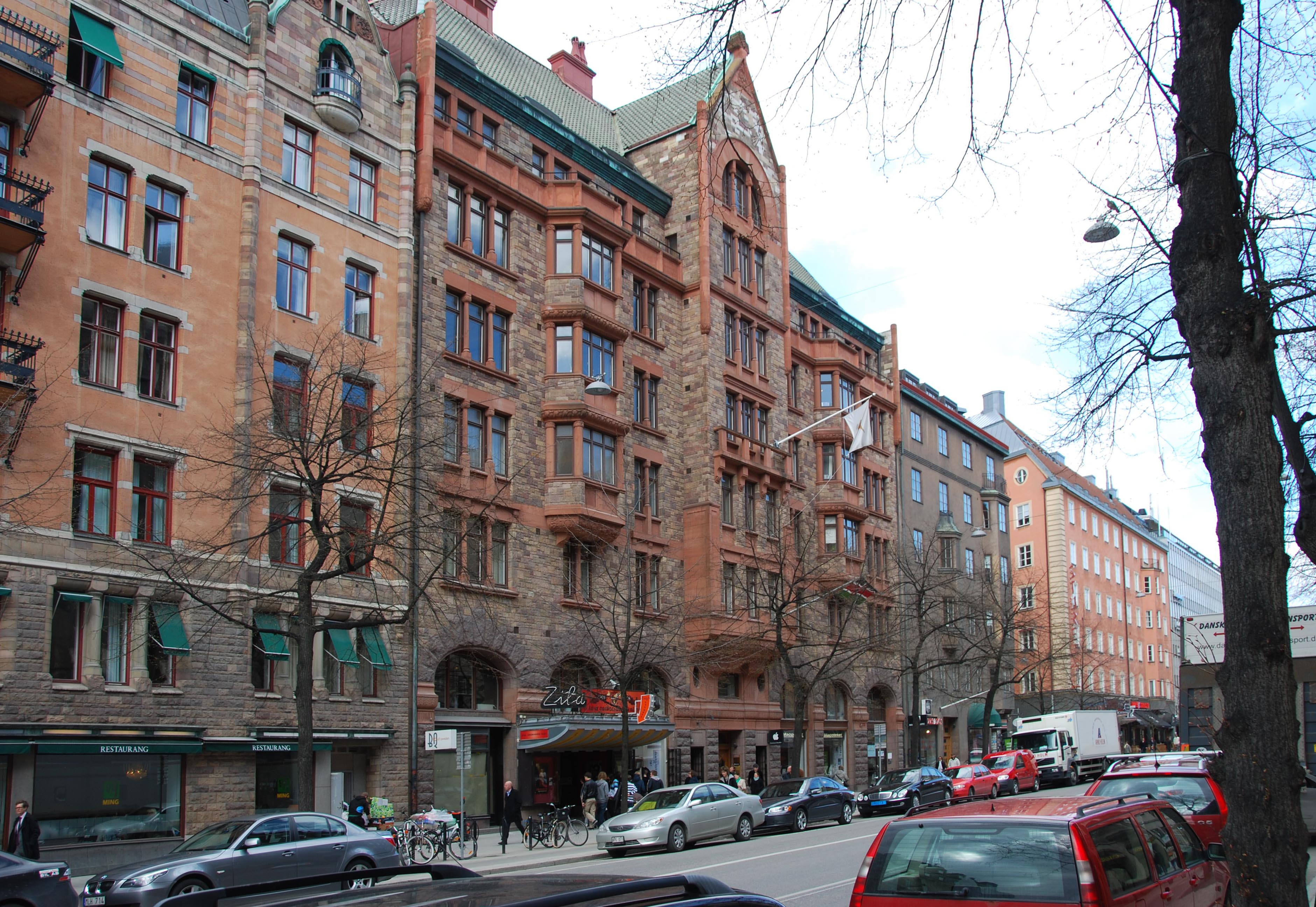
Ambassade à Stockholm.
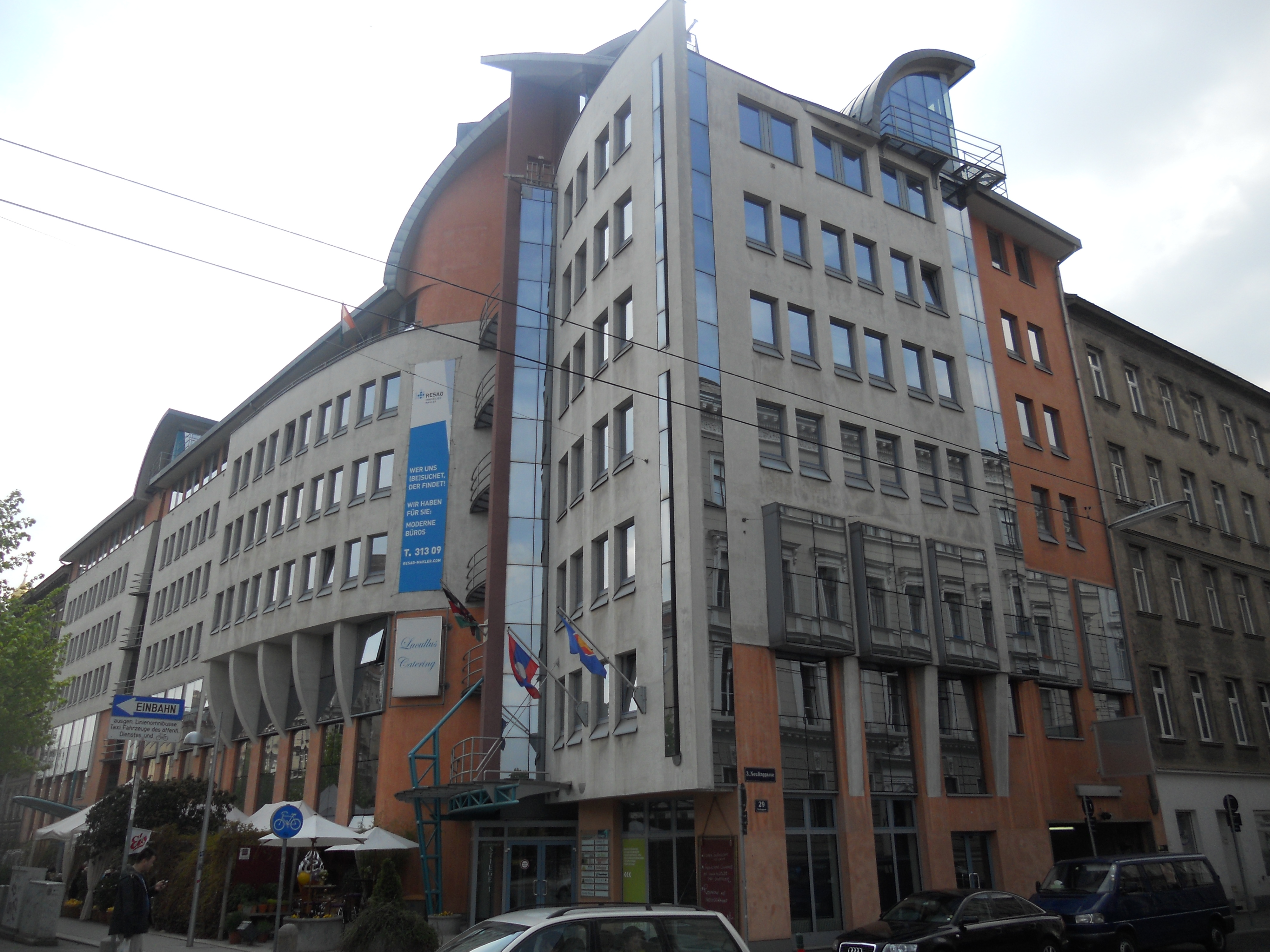
Ambassade à Vienne.
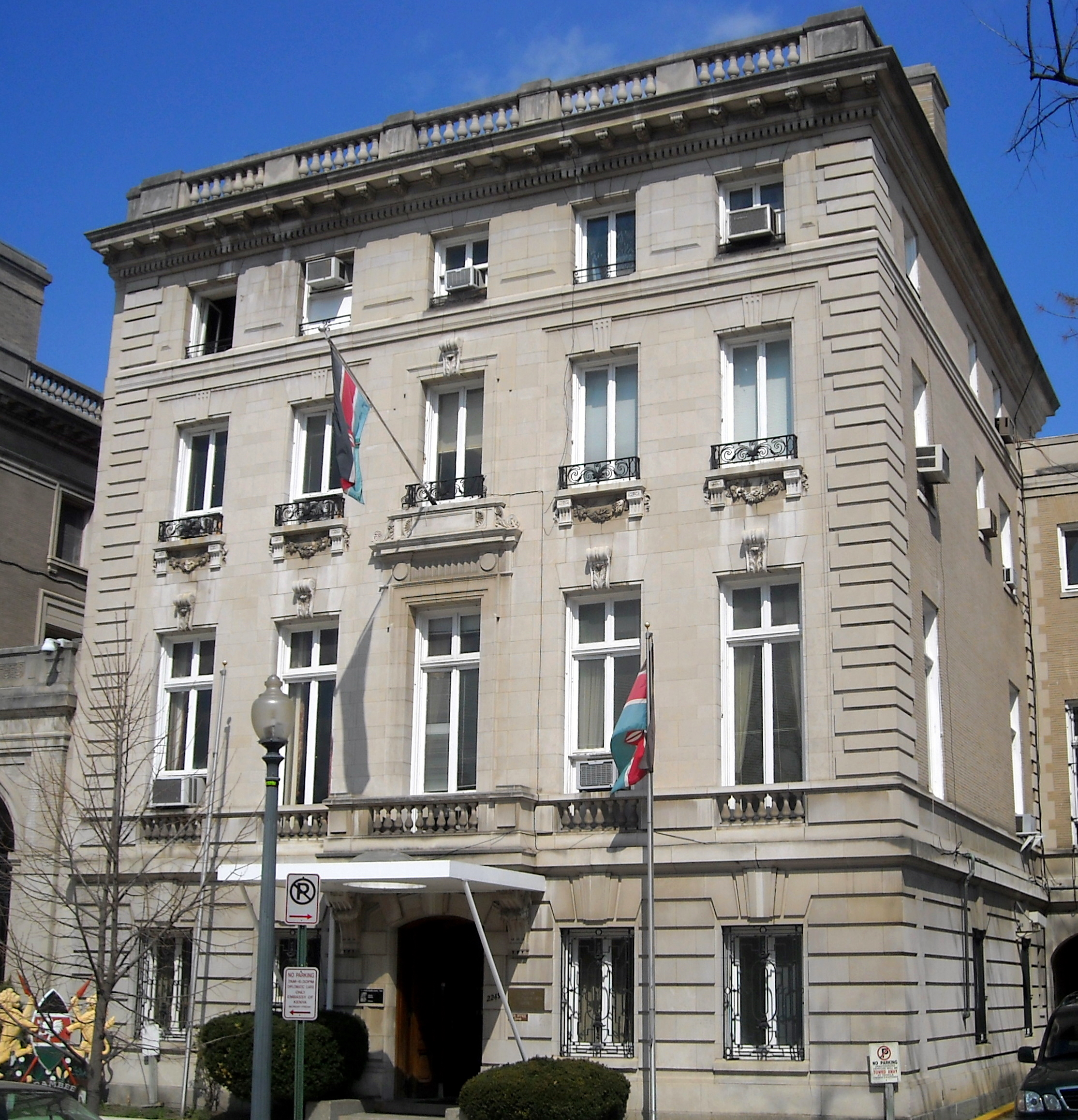
Ambassade à Washington.
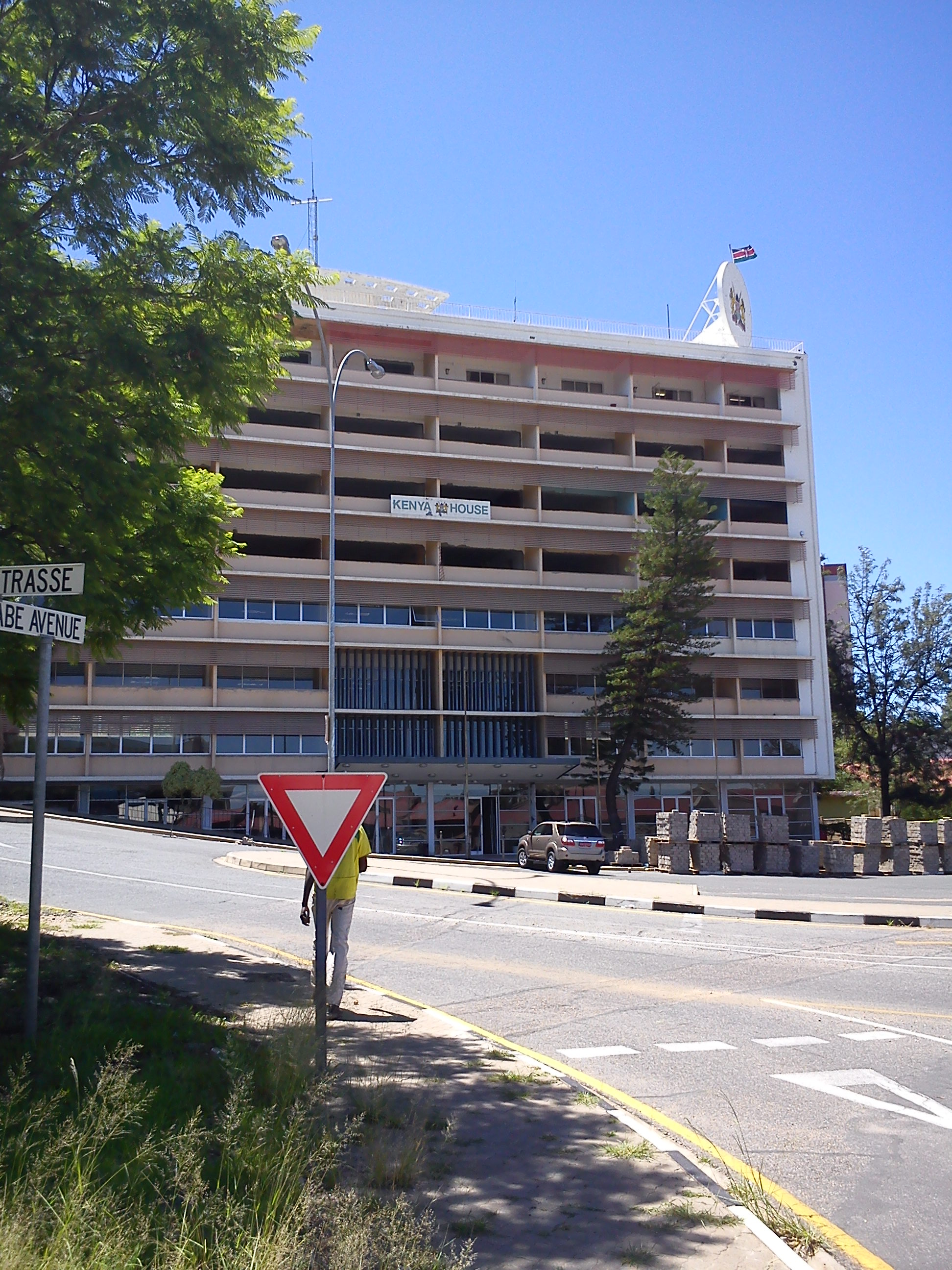
Haut-commissariat à Windhoek.